# Wategos Beach
Wategos Beach (von den lokalen Aborigines Currenba genannt) ist ein Strand am Cape Byron, dem am weitesten östlich gelegenen Punkt des australischen Festlands. Der Sandstrand Wategos Beach befindet sich im australischen Bundesstaat New South Wales. Nordöstlich von Wategos Beach liegt der Little Wategos Beach, ein separat gelegener, steiniger Strand. Wategos Beach wird an sieben Tagen in der Woche von der Organisation Surf Life Saving Australia bewacht.

## Geographie
Wategos Beach liegt zwei Kilometer vom Zentrum von Byron Bay entfernt. Bis etwa zur Mitte über dem Strandes entlang verläuft die Marine Parade, eine Straße, die in den Brownell Drive übergeht. Außerdem verläuft der Cape Byron Walk Track zehn Meter vom Strand entfernt. Vom Strand aus sind Julian und Julia Rocks sichtbar.
Unweit nordwestlich von Wategos Beach befindet sich das Cape Byron Light, der lichtstärkste Leuchtturm Australiens, der jährlich von etwa 500.000 Touristen aufgesucht wird.

## Aborigines und Etymologie
Vor der europäischen Besiedelung, der unter dem Namen Northern Rivers bekannten Region, lebte der Aborigines-Stamm der Bundjalung. Der Lebensraum dieses Stamms der Aborigines mit etwa 400 bis 500 Mitgliedern, erstreckte sich von der Nordküste von New South Wales bis zur Südostküste von Queensland. Die Bundjalung sprachen bis zur Zeit der europäischen Besiedlung etwa 20 verschiedene Dialekte.
Die Arakwal, ein Clan der Bundjalung, lebte mit etwa 100 Mitgliedern in dem relativ kleinen Gebiet von Byron Bay. Ihr Name für Byron Bay in der Sprache Minjungbal war Cavanbaa oder Idguo  (Versammlungsort). Wategos Beach nannten sie Currenba, wegen der vielen kleinen Bäche, die sie wiederum Curraby nannten.
Der Wategos Beach wurde nach einer lokal lebenden Aborigine-Familie benannt.

## Haiangriffe
Am 19. Januar wurde im Wasser vor Wategos Beach eine Person von einem Hai angegriffen, aber nicht verletzt. Es gab noch weitere Sichtungen von Haien.